# Paolo Barlera
Paolo Barlera (Monrovia, 8 settembre 1982 – Bologna, 17 dicembre 2009) è stato un cestista italiano.
Alto 2,16 metri, giocava nel ruolo di centro.

## Carriera
Nato in Liberia, paese in cui il padre lavorava come elettrotecnico, si formò nel vivaio della Virtus Bologna; venne aggregato diciassettenne alla prima squadra, venendo da molti considerato come uno dei prospetti più promettenti del basket italiano. Poco dopo, nel novembre 2000, quando ancora non aveva debuttato in Serie A1, scoprì però di avere un Linfoma di Hodgkin.
Nella stagione 2001-2002 collezionò le prime 18 presenze nella massima serie, giocando in media 4,4 minuti a partita. Nel settembre del 2002 venne girato in prestito annuale al Progresso Castel Maggiore in Legadue, dove trovò per 11,4 minuti a gara nell'arco della stagione. L'anno seguente, per il 2003-2004, il patron Claudio Sabatini lo volle come capitano della FuturVirtus, denominazione adottata dalla società nell'annata di transizione da Progresso Castel Maggiore a Virtus Bologna.
Nel novembre del 2003 Barlera fu però costretto a un nuovo lungo stop di quasi tre anni per via dei suoi problemi di salute.
Nel 2006 passò in prestito per due stagioni alla Pallacanestro Biella, in Serie A, giocando rispettivamente 7,6 minuti con 2,7 punti di media nel campionato 2006-2007 e 6,9 minuti con 1,2 punti nel campionato 2007-2008.
Tornò alla Virtus Bologna per il suo ultimo anno di contratto nel 2008, senza però mai entrare in campo.
Il suo quadro clinico, nel frattempo, si aggravò sempre di più. Gli effetti della malattia lo portarono a scomparire  all'età di 27 anni il 17 dicembre 2009 all'ospedale Sant'Orsola di Bologna.

### Nazionale
Dal 2002 al 2007 Barlera fu anche nel giro della Nazionale maggiore, anche se non fu mai convocato per le manifestazioni maggiori.
Debuttò il 14 giugno 2002 ad Atene, in occasione di una partita contro la Grecia valida per un torneo amichevole.